# Harvard Business School Publishing
Harvard Business School Publishing è una casa editrice no profit di proprietà della Harvard Business School. Si occupa della pubblicazione di materiale editoriale dell'università, compresi la rivista mensile di management Harvard Business Review e i testi di economia Harvard Business Press e Harvard Business School Case Studies.